# Mika Poutala
Mika Poutala, född 20 juni 1983 Helsingfors, är en finländsk politiker (Kristdemokraterna) och före detta skridskoåkare. Poutala blev invald i riksdagen i riksdagsvalet i Finland 2023 med 4 873 röster från Nylands valkrets. Poutala vann EM-silver i hastighetsåkning på skridskor 2018. Poutala tillträder som motions-, idrotts- och ungdomsminister i regeringen Orpo den 13 juni 2025.